# Bibelkonkordanz

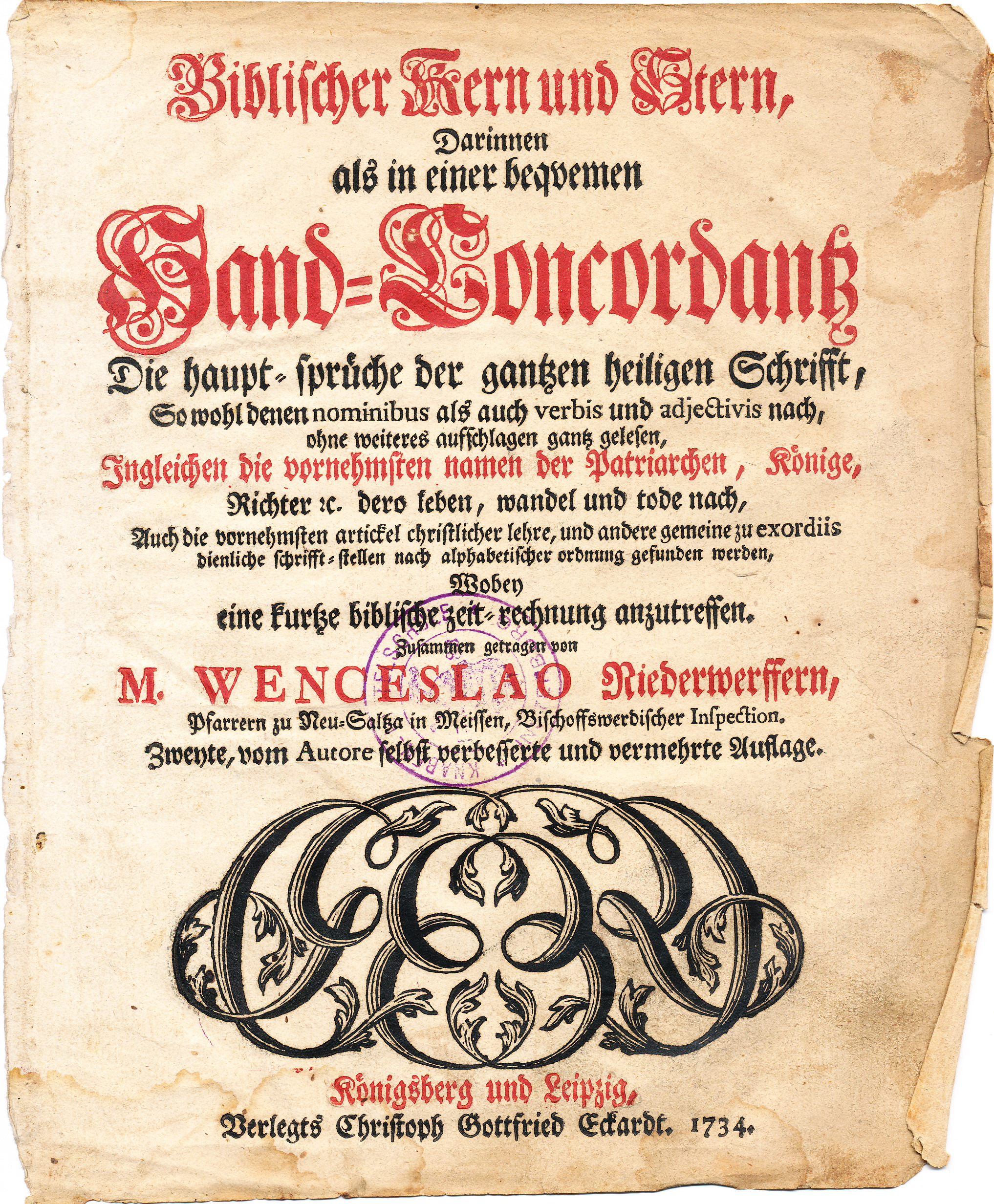
Titelblatt einer Bibelkonkordanz von Wenzel Niederwerfer, 1734

Eine Bibelkonkordanz ist ein Verzeichnis aller oder aller wichtigen Wörter im Text der Bibel, mindestens mit Angabe der Fundstelle und praktischerweise auch unter Wiedergabe des jeweiligen Kontextes.
Eine solche Konkordanz wird für das Studium der Bibel verwendet, um die Untersuchung von Parallelstellen und des Wortschatzes des jeweiligen Bibeltextes zu vereinfachen.

## Lateinische Vulgata
Bibelkonkordanzen wurden zuerst für den lateinischen Bibeltext der Vulgata erstellt, die erste vollständige Konkordanz ab 1230 (im Gebrauch ab 1239) unter der Federführung des Dominikaners Hugo von St. Charo († 1236) im Jakobinerkloster in Paris, der hierbei für den Stellennachweis auf die Kapiteleinteilung von Stephen Langton († 1228) zurückgriff und diese durch eine Siebenteilung der Kapitel ergänzte, ein Zitiersystem, das bis zur Einführung der heutigen Verszählung durch Robert Estienne beibehalten wurde.
Während Hugos Inventar nur eine Kurzkonkordanz mit Stellenangaben, aber ohne den Kontext der angeführten Stellen bot und deshalb später als Concordantia brevis bezeichnet wurde, ergänzten weitere Dominikaner sein Verzeichnis in den Jahren bis 1252 um Zitate der jeweiligen Textstellen und schufen dadurch die sogenannten Concordantiae maximae. Dieses wegen der oft verschwenderischen Länge der Zitate sehr voluminöse Inventar wurde von Konrad von Halberstadt († um 1363) noch einmal revidiert und in den Kontextzitaten gekürzt zu einer weniger umfangreichen Ausgabe, die unter dem Titel Concordantiae maiores bekannt wurden.

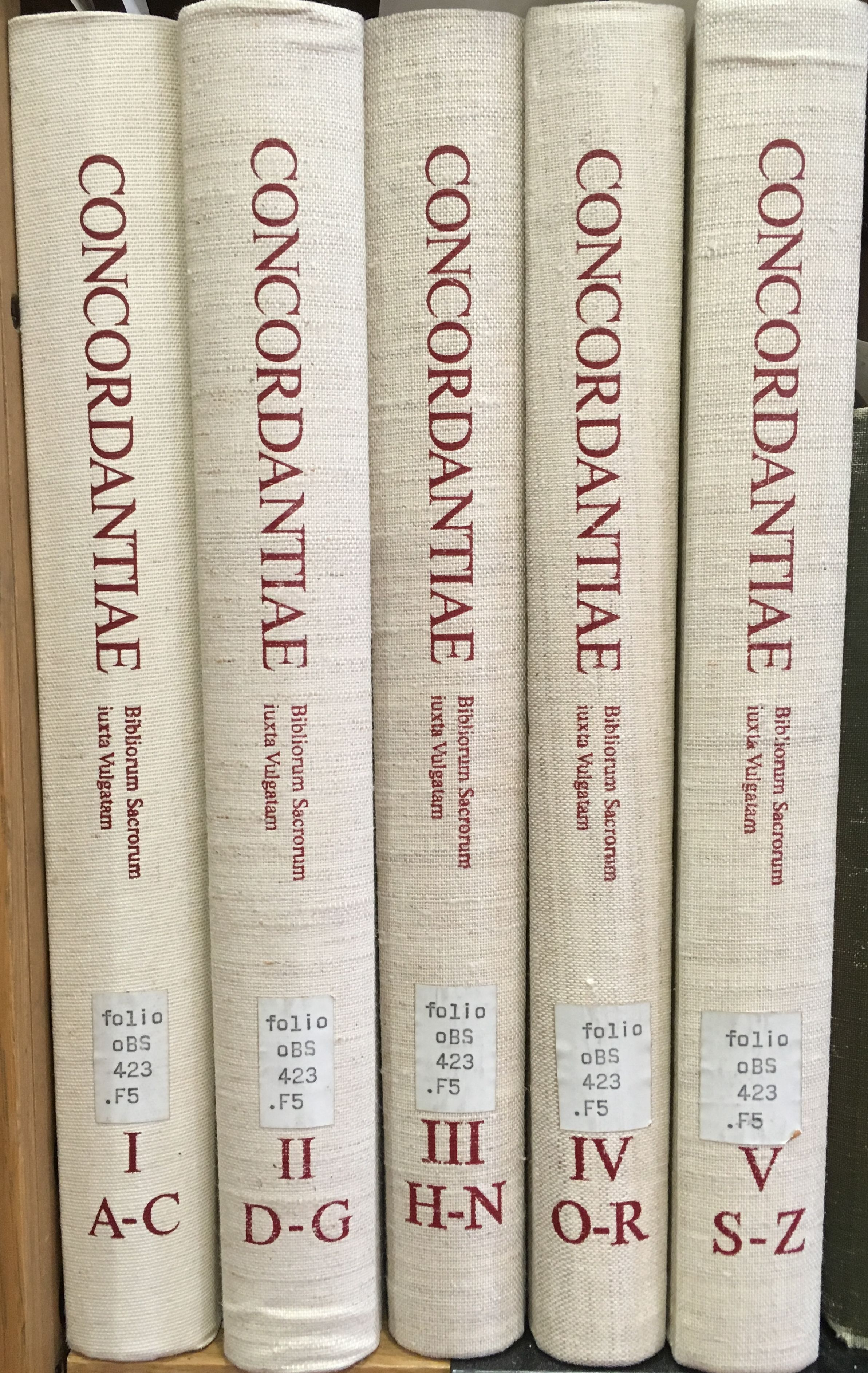
Vulgata

Veranlasst durch theologische Diskussionen auf dem Konzil von Basel ließ dann der Dominikaner Johannes von Ragusa († 1443) im 15. Jahrhundert durch verschiedene Mitarbeiter noch einmal eine Teilkonkordanz erstellen, die sich auf die „dictiones indeclinabiles“ beschränkte und 1496 von Sebastian Brant zusammen mit den Concordantiae maiores im Druck herausgegeben wurde.
Diese mittelalterlichen und frühneuzeitlichen Konkordanzen der Vulgata bildeten den Ausgangspunkt für die zahlreichen gedruckten und mehrfach angepassten Konkordanzen bis in die jüngere Zeit, die erst durch die elektronisch basierte, 1977 in Stuttgart bei Frommann-Holzboog in fünf Bänden gedruckte Konkordanz des Benediktiners Bonifatius Fischer abgelöst wurden. Fischer erstellte seine Ausgabe, indem er den kritischen Text der Stuttgarter Ausgabe der Vulgata (2. Aufl. 1975) einschließlich der Einträge im kritischen Apparat auf 8-Kanal-Lochstreifen eingab und die Wortformen mit Hilfe des von Roberto Busa SJ für seinen Index Thomisticus erstellten (und in Tübingen für diesen Zweck erweiterten) „Lexicon Electronicum Latinum“ auf die lexikalischen Grundformen reduzierte. Zum Vermeiden von Abschreibfehlern wurde der Text zweimal erfasst und automatisch verglichen. Die Computerarbeiten wurden im Zentrum für Datenverarbeitung der Universität Tübingen mit Hilfe von Programmen durchgeführt, aus denen das Tübinger System von Textverarbeitungsprogrammen TUSTEP hervorgegangen ist.

## Hebräischer Text
Die erste Konkordanz des hebräischen Textes wurde zwischen 1437 und 1447 durch den französischen Philosophen und Theologen Isaak Nathan ben Kalonymus aus Arles erstellt, der sein Werk Meïr Natib (Erleuchter des Weges) nannte und damit ein Hilfsmittel bereitstellen wollte, um in theologischen Diskussionen mit christlichen Theologen und jüdischen Apostaten die für die Argumentation benötigten Bibelstellen leichter auffinden zu können. Isaak Nathan folgte dem Vorbild der Vulgata und ihrer Konkordanzen, indem er die Reihenfolge der Bücher in der Vulgata und deren Kapitel- und Verseinteilung übernahm, ein Novum in der jüdischen Bearbeitung des hebräischen Bibeltextes. Seine Konkordanz wurde zuerst 1523 in Venedig und dann in einer von Johannes Reuchlin überarbeiteten und um lateinische Worterklärungen ergänzten Ausgabe 1556 in Basel gedruckt. Eine um eine aramäische Konkordanz und Sach- und Namensindizes erweiterte Ausgabe des Franziskaners Mario di Calasio († 1620), der als Hebräischlehrer in Rom wirkte und Beichtvater Papst Pauls V. war, erschien postum 1621 in Rom. Eine ähnliche, gründlichere Überarbeitung durch den Basler Protestanten und Hebräischprofessor Johann Buxtorf der Ältere († 1629) wurde nach dessen Tod 1632 von seinem Sohn und Nachfolger Johann Buxtorf der Jüngere († 1664) in Basel herausgegeben, in der Folgezeit mehrfach von anderen überarbeitet und bildete dann noch die Grundlage für die umfassende Neubearbeitung durch Julius Fürst (Leipzig 1840). Auf kritischer Revision dieser Vorgänger beruht dann auch die Konkordanz von Salomon Mandelkern (Leipzig 1896, kürzere Ausgabe Leipzig 1900).
Unabhängig von Isaac Nathan und nur handschriftlich überliefert sind zwei Fassungen einer Konkordanz des masoretischen Textes, die der Dichter und Philologe Elijah Levita in der ersten Hälfte des 16. Jahrhunderts in Italien erstellte und (in der 2. Redaktion) Sefer Sichronot (Buch der Erinnerung) nannte. Die erste, zwischen 1515 und 1521 abgeschlossen und heute in der Münchner Staatsbibliothek, widmete er dem Kardinal von Viterbo, Egidio da Viterbo, die zweite beendete er 1536 in Venedig. Sie befindet sich heute in der Pariser Nationalbibliothek.

## Griechischer Text des Alten Testaments
Eine Konkordanz zum griechischen Text der Septuaginta und des Neuen Testaments soll bereits Ende des 13. Jahrhunderts in Rom vorhanden gewesen sein, von ihrem Text hat sich jedoch nichts erhalten. Die erste Konkordanz der Septuaginta, ergänzt um hebräische Wortentsprechungen, brachte 1607 der Augsburger Conrad Kircher († 1622) in Frankfurt heraus, eine zweite Ausgabe erschien 1622 in Wittenberg. In polemischer Auseinandersetzung mit Kircher veröffentlichte 1718 in Amsterdam der Niederländer Abraham van der Trommen („Trommius“; † 1719) eine Konkordanz der Septuaginta, die auch die Versionen von Aquila, Symmachus und Theodotion aus der Hexapla des Origenes einbezog und sich auf Vorarbeiten des Dominikaners Bernard de Montfaucon († 1741) stützte.
Diese älteren Arbeiten wurden 1892–1897 abgelöst durch die große Oxforder Konkordanz von Edwin Hatch und Henry Redpath, die außer der Septuaginta und den Versionen der Hexapla auch die alttestamentlichen Apokryphen einbezieht, auch hebräische Entsprechungen anführt und 1900 noch um ein Supplement zu den Eigennamen ergänzt wurde.

## Griechischer Text des Neuen Testaments
Nachdem Erasmus von Rotterdam 1516 den griechischen textus receptus des Neuen Testaments erstmals im Druck herausgegeben hatte, erstellte der Augsburger Schulrektor Sixtus Birken (Xystus Betuleius; † 1554) mithilfe seiner Schüler eine Konkordanz, die 1546 in Basel gedruckt wurde.
Es folgten weitere Konkordanzen von Henri Estienne (Paris 1594) und Erasmus Schmid (Wittenberg 1638), im 19. Jahrhundert dann von Karl Hermann Bruder (Leipzig 1842) und – mittlerweile auf der Grundlage der kritischen Texte von Konstantin von Tischendorf und von Brooke Foss Westcott und Fenton John Anthony Hort – von William F. Moulton und Alfred S. Geden (Edinburgh und New York 1897). 1978 erschien auf der Grundlage des textus receptus und aller kritischen Ausgaben die Konkordanz von Kurt Aland und 1980 die Computerkonkordanz der Universität Münster.
Die Synoptische Konkordanz zu den Evangelien des Matthäus, Markus und Lukas (Synoptiker) zeigt nicht nur die Belegstellen und die Belegtexte der griechischen Stichwörter aus den Synoptikern, sondern auch die jeweiligen Parallelstellen an. Damit wird sichtbar, ob die jeweilige synoptische Parallele das Stichwort enthält oder nicht. Ausgabe: P. Hoffmann, T. Hieke, U. Bauer, Synoptic Concordance, 4 Bände, Berlin/New York 1999–2000.

## Moderne Bibelkonkordanzen in Deutscher Sprache
- Zürcher Bibel-Konkordanz: Vollst. Wort-, Namen- u. Zahlen-Verzeichnis zur Zürcher Bibelübersetzung; Mit Einschluss der Apokryphen / Bearb. von Karl Huber und Hans Heinrich Schmid. Herausgegeben vom Kirchenrat des Kantons Zürich. Band 1–3, 1969–1973, ISBN 3-290-11335-3.
- Elberfelder Bibel-Konkordanz: biblisches Wörter-, Zahlen- und Namen-Register. 10. Auflage. Brockhaus, Wuppertal 1991
- Calwer Bibelkonkordanz oder vollständiges biblisches Wortregister. - Unveränd. fotomechan. Nachdruck der 3. Auflage von 1922, 4. Nachdruck, Calwer Verlag, Stuttgart 1983, ISBN 3-7668-0355-7.
- Große Konkordanz zur Lutherbibel. Sonderausgabe mit einem Anhang zur neuen Rechtschreibung, 1. Auflage 2001, Calwer Verlag, Stuttgart 2001, ISBN 3-7668-3735-4.
- Thöllden, E.: Bremer Biblische Handkonkordanz. Brunnen, Gießen 2014, ISBN 3-7675-7750-X.
- Franz Joseph Schierse: Neue Konkordanz zur Einheitsübersetzung der Bibel. 1. Auflage. Patmos, Düsseldorf 1985, ISBN 3-491-71106-1.
  - Neu bearbeitet und erweitert von Winfried Bader: Neue Konkordanz zur Einheitsübersetzung der Bibel. 5. Auflage. Verlag Katholisches Bibelwerk, Stuttgart 1996, ISBN 3-460-32272-1.
- Umfassende Konkordanz zur Neuen-Welt-Übersetzung der Heiligen Schrift, Wachtturm Bibel- und Traktat-Gesellschaft, 1989